# Philippe Alegambe
Philippe Alegambe (Bruxelles, 22 gennaio 1592 – Roma, 6 settembre 1652) è stato uno storico belga.

## Vita e opere
Ancora giovane sospese gli studi e si stabilì in Spagna, dove entrò al servizio del duca di Osuna. Accompagnò l'Osuna in Sicilia, dove entrò nella Compagnia di Gesù il 7 settembre 1613. Terminati gli studi di teologia al Collegio romano fu inviato a insegnare filosofia all'Università di Graz. In Austria divenne precettore del principe d'Eggenberg, che accompagnò nel suo viaggio di formazione in Europa. Tornato a a Roma fu nominato prefetto della casa professa dei gesuiti. Morì il 6 settembre 1651. Alegambe fu autore di diverse biografie di santi e martiri gesuiti. La sua opera maggiore, Bibliotheca scriptorum Societatis Jesu (Anversa 1643), è una bibliografia ragionata delle opere scritte dai gesuiti dalla fondazione della Compagnia fino ai suoi giorni. Jean Bolland – dal quale prese il nome la «Società dei bollandisti» – ebbe parte notevole nella compilazione dell'opera, la quale, anche oggi, ha un valore bibliografico notevole. L'opera di Alegambe fu continuata da Nathaniel Bacon (1676) e interamente rifatta da Augustin de Backer (1853-61 e 1869-76) e Carlos Sommervogel (1890-1909).

## Opere
- Bibliotheca Scriptorum Societatis Jesu (Anversa, 1643).
- De vita et moribus P. loannis Cardim Lusitani (Roma, 1645).
- Mortes illustres et gesta eorum S. I. qui in odium fidei... necati aerumnisve confecti sunt (1657)
- Heroes et victimae charitatis S. I. (1658)